# Ana Otadui
Ana Otadui Biteri (Elorrio, Vizcaya, 10 de mayo de 1976) es una funcionaria y política española. Es la actual presidente de las Juntas Generales de Vizcaya, y en el pasado ha ostentado la alcaldía del municipio vizcaíno de Elorrio.

## Biografía
Ana Otadui nació en Elorrio en 1976. Es licenciada en Derecho por la Universidad de Deusto y funcionaria en excedencia de la Diputación Foral de Vizcaya. Comenzó su carrera política en el Ayuntamiento de Elorrio llegando a ser la primera mujer alcaldesa de este municipio y también parlamentaria en el Parlamento Vasco.